# بريندا جويس (مؤلفة)
بريندا جويس (بالإنجليزية: Brenda Joyce)‏ (1963)؛ كاتِبة وروائية أمريكية.